# Caelorrhina semiviridis
Caelorrhina semiviridis är en skalbaggsart som beskrevs av Thierry Bourgoin 1919. Caelorrhina semiviridis ingår i släktet Caelorrhina och familjen Cetoniidae. Inga underarter finns listade.